# Intracelularni
Intracelularni u citologiji, molekularnoj biologiji i srodnim oblastima, termin intracelularni znači "unutar ćelija".
On se koristi u kontrastu sa ekstracelularni (izvan ćelija). Ćelijska membrana (i, kod biljki, ćelijski zid) je barijera između dva medija. Hemijska kompozicija intra- i ekstracelularnog miljea može biti radikalno različita. Kod većine organizama, na primer, Na+/K+ ATPaza održava visok nivo kalijuma unutar ćelije, dok je nivo natrijuma nizak, što dovodi do hemijske ekscitabilnosti. Ovaj termin takođe znači postojati unutar ćelija.

## Literatura
1. ↑  „Definition of Intracellular”. Архивирано из оригинала 07. 08. 2012. г.
2. ↑  Matsudaira, Paul T.; Lodish, Harvey F.; Berk, Arnold; Kaiser, Chris; Krieger, Monty; Matthew P Scott; Bretscher, Anthony; Ploegh, Hidde (2008). Molecular cell biology. San Francisco: W.H. Freeman. ISBN 978-0-7167-7601-7.
3. ↑  Benito B, Garciadeblás B, Schreier P, Rodríguez-Navarro A (2004). „Novel p-type ATPases mediate high-affinity potassium or sodium uptake in fungi”. Eukaryotic Cell. 3 (2): 359—68. PMC 387655 . PMID 15075266.

## Spoljašnje veze
- Intracellular на 